# Ролл, Майкл
Майкл Ролл (англ. Michael Roll; род. 17 июля 1946) — британский пианист.

## Биография
Ученик Фанни Ватерман. В десятилетнем возрасте дебютировал с Городским оркестром Бирмингема, в 12 лет выступил в Королевском Фестивал-холле, исполнив Концерт для фортепиано с оркестром Роберта Шумана с дирижёром Малколмом Сарджентом. В 1963 г. стал первым победителем открывшегося в Англии Международного конкурса пианистов в Лидсе, опередив, в частности, Владимира Крайнева. С этого времени интенсивно концертирует; в 1974 г. провёл американское турне с Бостонским симфоническим оркестром под управлением Колина Дэвиса.

### Семья
Жена — Юлиана Маркова (болг. Юлиана Маркова), пианистка;
- сын — Максимилиан[1].